# Roman Kreitner
Roman Kreitner (* 2. Juni 1950 in Wien) ist ein österreichischer Unternehmer und Werbefachmann, der an verschiedenen Projekten zur Positionierung, Vermarktung und Förderung Wiens als Wirtschaftsstandort beteiligt war.

## Leben
Roman Kreitner wurde in Wien geboren und absolvierte im Jahr 1970 die Matura an der Höheren technische Bundeslehr- und Versuchsanstalt für Textilindustrie. Anschließend begann er an der Universität Wien Publizistik zu studieren. Während des Studiums war er als freier Mitarbeiter bei einer Werbefirma tätig.

## Wirken
Im Jahr 1973 gründete Roman Kreitner die Kreativagentur „werbepool“ in Wien. Die Agentur spezialisierte sich auf den Bereich Investitionsgüter. Im Jahr 1982 entwickelte Kreitner im Auftrag der Stadt Wien und der Wirtschaftskammer Wien die Marke „Wiener Wirtschaftsförderungsfonds“. Über seine Tätigkeit für den Wiener Wirtschaftsförderungsfonds kam Kreitner zum Stadtmarketing. Mit seinem Namen ist die Idee und Planung etlicher Veranstaltungen in den Wintermonaten vor allem auf dem Rathausplatz verbunden: der „Wiener Adventzauber“, der „Wiener Silvesterpfad“, der „Wiener Eistraum“, der „Wiener Kirtag am Rathausplatz“, die Aktion „Wiener Küche“ und die „Straße der Sieger“. Darüber hinaus übernahm Kreitner die Positionierung und weltweite Vermarktung der „Wien Products“ im Auftrag der Wirtschaftskammer Wien sowie die Durchführung der Lehrlingsoffensive „frag Jimmy.at“ im Auftrag der Wirtschaftskammer Niederösterreich. Insgesamt verantwortet Roman Kreitner die Konzeption und Umsetzung von 94 weltweiten Präsentationen zur Positionierung des Wirtschaftsstandortes Wien im Auftrag der Stadt Wien und der Wirtschaftskammer Wien. Im Jahr 2015 übergab Roman Kreitner die Agentur „kreitner & partner werbegesellschaft“ an seinen Nachfolger Clemens Kreitner. Im Jahr 2016 führte die Fusion mit Unternehmensberaterin Carola Kohler zur Gründung der Marketing- & Werbeberatung „Kohler & Kreitner“.

## Auszeichnungen
- 2006: Goldenes Verdienstzeichen der Republik Österreich[8]
- 2011: Silbernes Ehrenzeichen der Stadt Wien[9]